# Maria Mandl
Maria Mandl (ook onjuist gespeld als Mandel; Münzkirchen, 10 januari 1912 – Krakau, 24 januari 1948) was een Oostenrijkse kampbewaakster bij de SS in de Tweede Wereldoorlog. Zij wordt verantwoordelijk geacht voor de moord op duizenden vrouwelijke concentratiekampgevangenen. Ze werd in 1948 geëxecuteerd wegens oorlogsmisdaden.

## Levensloop
Mandl werd geboren in Münzkirchen, Opper-Oostenrijk, toen onderdeel van Oostenrijk-Hongarije, als dochter van een meesterschoenmaker.
In 1937 en 1938 werkte ze bij de Österreichische Post.
In september 1938, na de Anschluss bij nazi-Duitsland, verhuisde Mandl naar München.

### Lichtenburg
Op 15 oktober 1938 sloot Mandl zich als bewaker aan bij het concentratiekamp Lichtenburg in de provincie Saksen, een van de eerste concentratiekampen in Duitsland.
Ze werkte daar samen met ongeveer vijftig andere vrouwen die net als zij werkten voor de SS.

### Ravensbrück
Op 15 mei 1939 werd Mandl, samen met andere bewakers en gevangenen, naar het onlangs geopende concentratiekamp Ravensbrück bij Berlijn gestuurd.
Begin 1940 werd zij gevangenbewaarder in het cellengebouw.
Op 27 februari 1941 vroeg ze het lidmaatschap van de NSDAP aan en op 1 april werd ze toegelaten (lidnummer 8.920.045).
Ze werd vervolgens in april 1942 gepromoveerd tot SS-Oberaufseherin.
Ze hield toezicht op de dagelijkse gang van zaken, de dagelijkse appèls, en de inzet van de vrouwelijke bewakers onder haar bevel.
Onder haar werden de gevangenen onderworpen aan wreed misbruik, zoals mishandeling en geseling.
Ook selecteerde ze vrouwen voor gebruik als menselijke proefkonijnen.

### Auschwitz

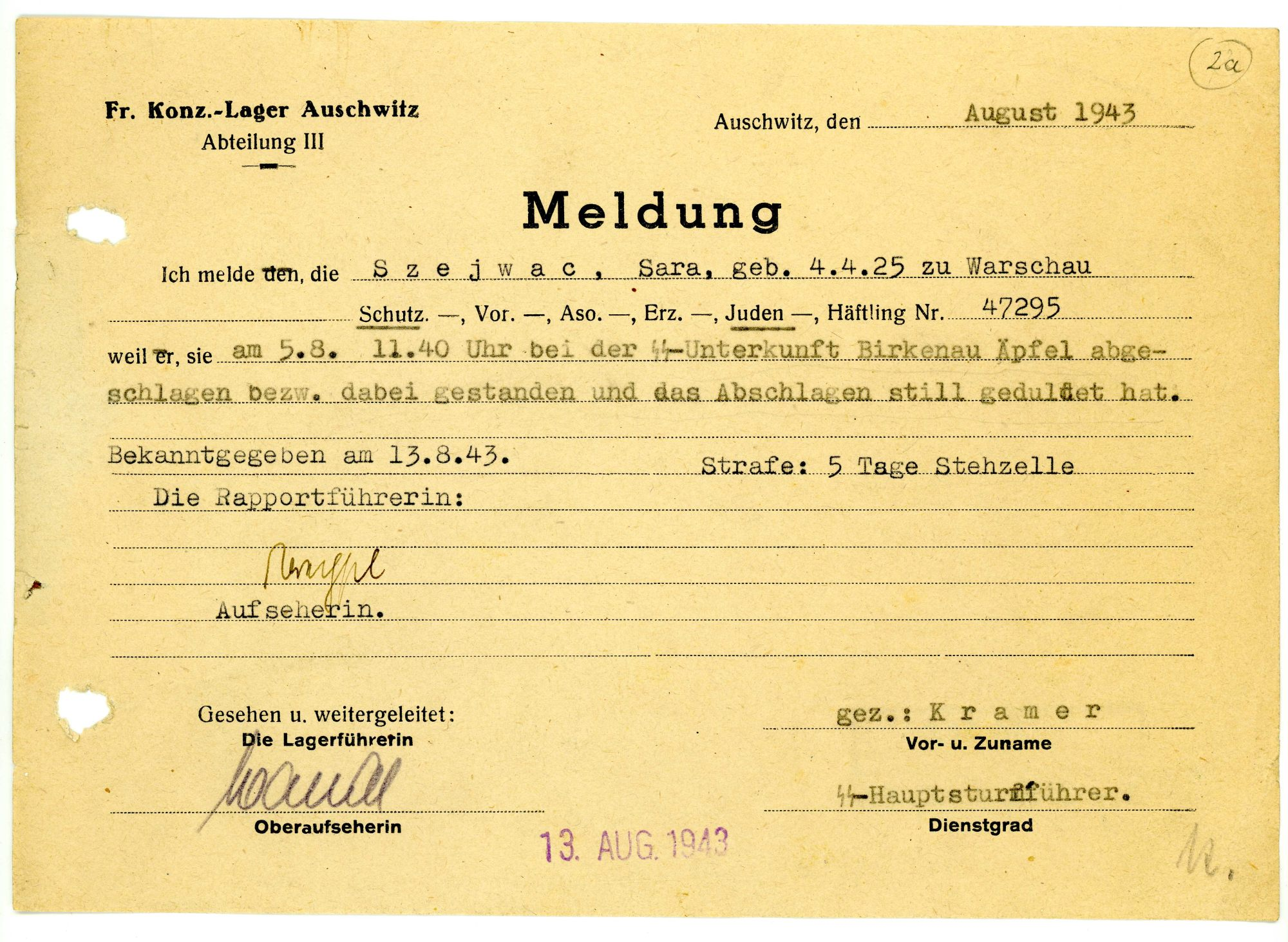
Melding ter bestraffing van gevangene Sara Szejwac, ondertekend door Lagerfüherin Mandl, Oberaufseherin.

Op 7 oktober 1942 werd Mandl overgeplaatst naar kamp Auschwitz II-Birkenau, als opvolger van Johanna Langefeld, SS-Lagerführerin van het vrouwenkamp onder SS-Kommandant Rudolf Höß.
Ze leidde in het vrouwenkamp de arbeidsdienst van augustus 1943 tot januari 1944, samen met kampleider Franz Hößler.
Ze fungeerde als Lagerführerin.
Ze selecteerde gevangenen voor de dood in de gaskamers en nam deel aan mishandeling.
Haar macht over zowel vrouwelijke gevangenen als haar vrouwelijke ondergeschikten was absoluut.
Ze stond bekend als ‘het beest’.
De enige man aan wie Mandl rapporteerde was de commandant.
Mandl richtte het meisjesorkest van Auschwitz op, dat het vertrek en de terugkomst van de gevangenen naar hun dwangarbeid moest begeleiden met marsmuziek, en concerten moest geven om het kamppersoneel en de bezoekers te vermaken.
Voor haar diensten ontving Mandl het Kruis voor Oorlogsverdienste (Kriegsverdienstkreuz) 2e klasse.

### Dachau
In november 1944 werd ze overgeplaatst naar het subkampcomplex Mühldorf, dat hoorde bij concentratiekamp Dachau.
Haar opvolger in Auschwitz was Elisabeth Volkenrath.

### Vlucht en arrestatie
In mei 1945 vluchtte Mandl van Mühldorf naar de Alpen.
Kort daarna dook ze op in haar geboorteplaats Münzkirchen.
Haar vader weigerde haar echter onderdak in haar ouderlijk huis, dus ging ze naar haar zus in het nabijgelegen Luck in de gemeente Schardenberg.
Op 10 augustus 1945 werd ze gearresteerd en ondervraagd door soldaten van het Amerikaanse leger.
Ze werd beschreven als intelligent en wreed.
Ze werd in september 1946 uitgeleverd aan de Volksrepubliek Polen.

### Proces

Mandl in de beklaagdenbank in Krakau, 1947

Tijdens het Auschwitz-proces in Krakau werd Mandl berecht voor misdaden tegen de menselijkheid.

#### Getuigenverslag van Mandl's behandeling van gevangenen
Het volgende is een verslag uit de eerste hand van Mandl's behandeling van gevangenen bij aankomst in Auschwitz, gegeven door de joodse gevangene Sala Feder op 1 december 1947 aan de districtsrechtbank in Krakau.

In augustus 1943 werd ik samen met familie (27 personen, waaronder negen kinderen in de leeftijd van één maand tot elf jaar) vanuit het getto in Środula bij Sosnowiec naar Auschwitz gedeporteerd, in een transport van zo'n 5.000 mensen.
Bij het perron in Birkenau werd het transport opgewacht door beklaagde Mandl, vergezeld van SS-vrouw Margot Dreschel, en zodra het transport arriveerde, voerde Mandl een selectie uit, waarbij ongeveer 90 procent van het transport naar de auto's werd gestuurd die deze mensen vervoerden naar het nabijgelegen crematorium.
[...] Bij het selecteren van mensen mishandelde de beschuldigde Mandl hen wreed, sloeg vrouwen, mannen en kinderen met een zweep en schopte wie ze maar kon. Ze rukte kinderen bij hun moeders weg en als de moeders probeerden naar de kinderen toe te komen om ze te verdedigen, sloeg Mandl de moeders wreed en schopte ze hen. Ik zag een jonge moeder van ongeveer 20 jaar naast me, toen ze probeerde haar tweejarige kind te benaderen dat tegen een auto was gegooid, werd ze door Mandl geschopt en geslagen zodat ze niet meer overeind kwam.
[...] Ik hield mijn vierjarige kind aan de hand. De beklaagde Mandl kwam naar mij toe, rukte het kind van me af en gooide het met haar eigen handen op de nog lege auto, zodat het gezicht van het kind bebloed raakte en ze pijnlijk begon te huilen en naar me riep, en ik werd opzij geduwd, de groep in die niet op de auto's werd geladen. Toen ik probeerde naar het huilende kind op de auto te rennen, begon Mandl me wreed te slaan, zodat ik op de grond viel. Mandl schopte me liggend zonder te kijken waarheen en trapte bijna al mijn tanden uit met haar schoen.

Het verslag van Sala Feder gaat verder met een beschrijving van massale marteling van vrouwen in het beruchte Blok 25 in Auschwitz:

In mijn blok [Blok 15] werden 700 vrouwen gekozen uit 1.000; in het hele kamp (dat wil zeggen in kamp A, waar we in de zogenaamde quarantaine verbleven), selecteerde Mandl enkele duizenden vrouwen, en ze werden allemaal – naakt – in één blok werden gepropt, blok 25, waar ze zeven dagen en nachten verbleven zonder voedsel of water. In de nacht van 27 september werden ze naar het crematorium vervoerd.
Gedurende die zeven dagen hoorden we verschrikkelijk geschreeuw en gekreun uit dat blok, en nadat het blok naar het crematorium was gebracht, vertelde de leider van het blok, een Slowaakse vrouw genaamd Cyla (die al was berecht in Tsjecho-Slowakije), ons dat er na zeven dagen meer lijken in het blok lagen dan levenden, dat van bijna allemaal de vingers waren afgebeten en de borsten en ogen waren uitgekrabd.
Als een gevangene gedurende deze zeven dagen water of wat voedsel naar dat blok wilde brengen, werd zij daar opgesloten in het blok en kwam ze samen met de rest om. De hierboven beschreven selectie werd persoonlijk uitgevoerd door beklaagde Mandl, met de hulp van kapo's: Stenia, Leo en Maria, die allemaal wreed waren en de vrouwelijke gevangenen op een verschrikkelijke manier mishandelden.

#### Veroordeling
Mandl werd op 22 december 1947 door het Opperste Volkstribunaal veroordeeld tot dood door ophanging.
Haar wreedheid werd nogmaals benadrukt in het vonnis: “De beklaagde heeft zelfs de vrouwelijke gevangenen mishandeld die al door haar voor de dood waren geselecteerd.”
Stanisława Rachwałowa was een Poolse overlevende van Auschwitz onder het bewind van Mandl.
Ze werd na de oorlog door toenmalige communistische autoriteiten van Polen gearresteerd als een "anticommunistische activist".
Ze werd als politieke gevangene opgesloten in de cel naast Maria Mandl en Therese Brandl.
Ze sprak genoeg Duits om voor de bewakers te kunnen tolken.
In haar herinneringen beschrijft ze de laatste ontmoeting met de twee ter dood veroordeelden: ze vroegen allebei een paar dagen voor de executie om vergeving.
Op 24 januari 1948 werd Mandl geëxecuteerd in de Montelupich-gevangenis in Krakau.
Haar laatste woorden zouden ‘Lang leve Polen’ zijn geweest.
Haar lichaam werd ter beschikking gesteld van de wetenschap.

## Valse overlijdensverklaring door de rechtbank van Ried in 1975
Op initiatief van haar geboortedorp Münzkirchen vaardigde de voormalige rechtbank van Ried im Innkreis in november 1975 een overlijdensverklaring uit voor Mandl.
Daar stond in dat ze in 1939 naar een concentratiekamp was gebracht en daar stierf.
Mandl zou dus een nazi-slachtoffer zijn geweest.
Uit de volledig bewaarde documenten bleek zelfs toen al iets anders.
De rechterlijke macht van Ried raakte vele jaren later via berichten in de media op de hoogte van de zaak.
Ze werd bij haar onderzoek bijgestaan door het Oostenrijkes Mauthausen-comité.
Het blijft onduidelijk of de rechter slordig heeft geoordeeld of om andere redenen heeft gehandeld.
De geschiedvervalsing werd opgehelderd en in april 2017 werd een corrigerende beslissing genomen door de regionale rechtbank van Ried.

## Film
Ter gelegenheid van de 100e geboortedag van Maria Mandl in 2014 werd de documentaire Pechmarie. Das Leben der Maria Mandl uitgebracht.
Constanze Passin speelde de rol van Maria Mandl en Peter Arp was de commentator.
Regisseurs Christian Strasser en David Neumayr oogstten waardering op enkele internationale festivals, waaronder de Gold Award 2015 op het Jakarta International Film Festival en de Award of Merit op het Internationaal filmfestival van Chicago.